# Carl Rogers
Carl Ransom Rogers (8. ledna 1902 Oak Park, Illinois – 4. února 1987 La Jolla, Kalifornie) byl americký psycholog a psychoterapeut, profesor na univerzitách v Ohiu, Chicagu a Wisconsinu. Spolu s Abrahamem Maslowem patřil mezi nejvýznamnější představitele humanistické psychologie. Byl 6. nejcitovanějším psychologem 20. století.
Prosazoval „na osobu zaměřenou terapii“ (angl. Person-Centered Approach), která studuje osobnost z vnitřního vztažného rámce, což se projevuje důrazem na pohled z klientova hlediska. Uplatňoval kombinace empatie (vcítění), kongruence (shody) a reflexe (porozumění, účast na pacientově světě). Vedení psychoterapie zakládal na bezdpomínenčném pozitivním přijetí klienta psychoterapeutem.
Rozvinul skupinové techniky psychoterapie (skupinová setkání) se zaměřením na uvolnění kulturního napětí (rasového, náboženského, sociálního, …)
Také je autorem teorie osobnosti soustřeďující se na pojem „já“.
Rogers se hlásil k fenomenologii, rovněž byl ovlivněn existencialistickou filosofií. Naopak byl v opozici vůči klasickému behaviorismu, kterému vyčítal prosazování konformity. Zastával totiž primárně optimistický (později kritizován za nerealističnost) pohled na přirozené schopnosti organismu. Ten je podle něj psychofyzickým základem prožívání.
Dále se domníval, že chování je vždy motivováno přítomnými potřebami (i když minulé události mohou motivaci ovlivnit), přičemž se projevuje tendence k tzv. sebeaktualizaci (neboli základní lidská motivace, do níž patří uspokojování jednotlivých potřeb, např. potřeba potravy, bezpečí, seberealizace).
Ústřední pojem „já“ je podle Rogerse tvořen prožitky organismu, který je jedinec ochoten „přijmout za své“, za část své osobnosti. Dobře přizpůsobena osobnost je schopná asimilovat do svého pojetí „já“ své veškeré prožitky v původní, nezkreslené podobě. Tato shoda mezi prožitým a uvědomovaným se nazývá kongruence.
Naopak patologická osobnost je typická inkongruencí – nízkou mírou kongruence. To znamená, že prožitky bývají vytěsněny či vnímány zkresleně, čímž je zkresleno i uvědomované „já“.
Cílem terapie podle Rogerse je tedy nepodmíněné pozitivní sebepřijetí. Dále tzv. „dobrý život“, což je spíše shrnutí principů, obsažených v jeho ostatních spisech. Mezi jeho znaky patří
- vzrůstající otevřenost prožívání
- vzrůstající existenciální kvalita žití (souvislost s kongruencí)
- vzrůstající důvěra v sebe a svůj organismus (viz výše)
- plnější fungování (plnější žití v právě přítomném okamžiku).

## Dílo
- Teorie terapie a osobnosti. Praha: Portál, 2020. ISBN 978-80-262-1665-0
- Být sám sebou. Praha: Portál, 2015. ISBN 978-80-262-0796-2
- Způsob bytí. Praha: Portál, 2014. ISBN 978-80-262-0597-5

- Rozhovory s Carlem R. Rogersem. Praha: Portál, 2016. ISBN 978-80-262-1109-9